# Beaurevoir
Beaurevoir település Franciaországban, Aisne megyében. Lakosainak száma 1324 fő (2022. január 1.). Beaurevoir Brancourt-le-Grand, Estrées, Gouy, Joncourt, Montbrehain, Prémont, Ramicourt, Serain, Malincourt és Villers-Outréaux községekkel határos.

## Népesség
A település népességének változása:
| Lakosok száma | 1342 | 1442 | 1425 | 1530 | 1469 | 1443 | 1424 | 1406 | 1411 | 1324 |
|               | 1968 | 1982 | 1990 | 2006 | 2013 | 2015 | 2017 | 2019 | 2020 | 2022 |